# بالابانچوو
بالابانچوو (به لاتین: Balabanchevo) یک منطقهٔ مسکونی در بلغارستان است که در استان بورگاس واقع شده‌است.